# Jacob Piatt Dunn
Pour les articles homonymes, voir Dunn.
Jacob Piatt Dunn Jr., né le 12 avril 1855 à Lawrenceburg (Indiana) et mort le 6 juin 1924 à Indianapolis, est un historien, journaliste et auteur américain. Écrivain politique et réformateur, il travaille sur des questions de réforme du scrutin basées sur le système de vote à bulletin secret, rédige une nouvelle charte de la ville d'Indianapolis et est conseiller du gouverneur de l'Indiana Thomas R. Marshall et du sénateur américain Samuel M. Ralston (en).
Il grandit à Indianapolis, est diplômé du Earlham College de Richmond, Indiana en 1874, et obtient un Bachelor of Laws (LL. B.) de l'Université du Michigan en 1876. Il pratique brièvement le droit à Indianapolis, puis s'installe dans le Colorado en 1879, où lui et ses frères prospectent et s'occupent des intérêts miniers de leur père. C'est dans le Colorado que Jacob Piatt Dunn se découvre un intérêt pour le journalisme et l'histoire.
En 1884, il retourne à Indianapolis et termine son premier livre, Massacres of the Mountains : A History of the Indian Wars of the Far West, 1815–1875, publié en 1886. Il continue à faire des recherches et à écrire sur l'histoire de l'État et l'histoire locale, notamment Greater Indianapolis: The History, the Industries, the Institutions, and the People of a City of Homes (1910), son ouvrage le plus important. Parmi les autres ouvrages notables, citons Indiana: A Redemption from Slavery (1888) et Indiana and Indianans: A History of Aboriginal and Territorial Indiana and the Century of Statehood (1919). En tant qu'ethnologue, sa principale préoccupation est celle de la tribu Miamis de l'Indiana et de la préservation de sa langue. Il compile un dictionnaire miami-anglais, qui reste une ressource précieuse pour les chercheurs. Bien que Jacob Piatt Dunn n'ait pas reçu de formation d'historien, ses écrits sur des sujets d'histoire américaine sont toujours utilisés et respectés pour les études sur l'histoire de l'Indiana et d'Indianapolis. Son intérêt pour l'histoire le conduit également à rejoindre d'autres historiens pour revitaliser l'Indiana Historical Society et en faire une organisation efficace. Il en est le secrétaire de 1886 jusqu'à sa mort. Il   remplit également deux mandats de bibliothécaire d'État (1889 à 1893) et est nommé à la Commission des bibliothèques publiques de l'Indiana, où il siège de 1899 à 1919 (et est son premier président de 1899 à 1914).
La carrière de Jacob Piatt Dunn en tant que journaliste de presse constitue sa principale source de revenus. Il écrit souvent pour soutenir la politique du parti démocrate de l'Indiana. Son implication dans l'histoire politique de l'Indiana est surtout remarquable pour sa croisade en faveur de la réforme électorale. Il soutient le système de vote à bulletin secret, ce qui contribue à éliminer l'achat de votes. En outre, lui et d'autres personnes rédigent une nouvelle charte de la ville d'Indianapolis, qui est approuvée après de nouveaux amendements en 1891. Il est nommé contrôleur de la ville d'Indianapolis pour deux mandats, de 1904 à 1906 et de 1914 à 1916, et sert pendant deux ans comme adjoint principal du trésorier du comté de Marion, de 1910 à 1912. En 1902, il se présente en tant que démocrate dans le septième district du Congrès de l'Indiana, mais il perd face au titulaire républicain.
Le service de Jacob Piatt Dunn n'est pas exempt de controverse. En tant que contrôleur de la ville d'Indianapolis, il est critiqué pour avoir utilisé les intérêts perçus sur les obligations de garantie à des fins personnelles. Bien qu'aucune loi n'interdise cette pratique, le maire demande sa démission, mais il n'est jamais poursuivi. En tant que conseiller politique du gouverneur de l'Indiana Thomas R. Marshall, Jacob Piatt Dunn rédige une nouvelle Constitution de l'Indiana, qui exprime des vues nativistes et des préjugés raciaux. Il place encore plus de restrictions sur le vote que la version existante déjà à l'époque. La proposition est adoptée par l'Assemblée générale de l'Indiana, mais la Cour suprême de l'Indiana la juge inconstitutionnelle et elle échoue dans un appel à la Cour suprême des États-Unis en 1913. À la suite d'un voyage en Haïti et à Saint-Domingue en 1921, où Jacob Piatt Dunn espère identifier des mines de manganèse rentables, Samuel M. Ralston, nouvellement élu au Sénat américain, le choisit comme secrétaire pour son bureau de Washington, D.C.. Il tombe malade alors qu'il est le principal assistant de Ralston et meurt en 1924.

## Biographie

### Jeunesse et éducation
Jacob Piatt Dunn naît à Lawrenceburg (Indiana), le 12 avril 1855,. Il est le troisième des cinq enfants de Jacob et de Harriett Louisa (Tate) Dunn. Son père, un négociant en bétail, s'était rendu dans les champs aurifères de Californie en 1849, est retourné dans l'Indiana en 1854 et a installé la famille dans une ferme sur la rivière Ohio avant de s'installer définitivement à Indianapolis en 1861.
Jacob Piatt Dunn fréquente les écoles publiques d'Indianapolis et obtient un Bachelor of Science de l'Earlham College de Richmond dans l'Indiana en 1874. À Earlham, il est membre de l' Ionian Society, un groupe littéraire, et écrit pour son magazine mensuel, The Earlhamite. Deux ans plus tard il obtient un Bachelor of Laws (LL. B.) de l'Université du Michigan. Après avoir obtenu son diplôme, il retourne à Indianapolis et pratique brièvement le droit, travaillant pour le cabinet McDonald et Butler, avant de déménager avec ses frères au Colorado en 1879 pour prospecter et s'occuper des intérêts de la mine d'argent de leur père. C'est dans le Colorado que Jacob Piatt Dunn se découvre un intérêt pour le journalisme et l'histoire, intérêt qu'il conservera tout au long de sa vie. Pendant son séjour dans cet État, il fait des recherches sur l'histoire des Amérindiens dans le Far West et est journaliste pour des journaux à Denver et à Leadville, au Colorado. Il contribue à des articles pour le Denver Tribune-Republican, le Leadville Chronicle, le Maysville Democrat et le Rocky Mountain News, avant de retourner à Indianapolis en 1884.

### Début de carrière
Après son retour définitif à Indianapolis en 1884, Jacob Piatt Dunn reprend sa pratique du droit et achève Massacres of the Mountains: A History of the Indian Wars of the Far West, 1815–1875 en utilisant les recherches qu'il avait commencées dans le Colorado. Harper & Row publie le livre en 1886. Son travail  l'aide à obtenir un master's degree du Earlham College. S'appuyant largement sur des documents gouvernementaux, il analyse le sujet en détail, créant le premier regard érudit sur le sujet et un "classique mineur" qui est "toujours utilisé et respecté" par les spécialistes de l'histoire américaine,. À la même époque, Houghton, Mifflin, and Company travaille sur sa série American Commonwealths et demande à Jacob Piatt Dunn d'écrire le volume sur l'Indiana, Indiana : A Redemption from Slavery, publié en 1888. À l'aide des ressources de la Bibliothèque du Congrès, du Bureau of American Ethnology, des archives canadiennes, de l'Indiana State Library et de l'Indianapolis Public Library, il se penche sur la question de l'esclavage dans le territoire de l'Indiana. Il subvient également  à ses besoins en écrivant des éditoriaux politiques pour des journaux locaux, notamment pour l'Indianapolis Sentinel, qu'il édite également  pendant un certain temps.
En 1886, Jacob Piatt Dunn se joint à d'autres d'autres Hoosiers, dont William H. English, Daniel Wait Howe, le major Jonathan W. Gordon et d'autres historiens d'Indianapolis pour "revitaliser" la languissante Indiana Historical Society. Il est choisi comme secrétaire-archiviste en 1886 et  occupe le poste jusqu'à sa mort. Il contribue à faire de l'IHS une organisation active. En outre, il obtient des fonds de la législature de l'Indiana pour améliorer les ressources de la bibliothèque d'État de l'Indiana et sert pendant deux mandats en tant que bibliothécaire de l'État de l'Indiana, de 1889 à 1893. Fervent partisan de la gratuité des bibliothèques publiques, il est également l'une des trois personnes nommées à la nouvelle Commission des bibliothèques publiques de l'Indiana, où il siège de 1899 à 1919 (de 1899 à 1914, il en est le premier président),,. En plus de son poste de bibliothécaire d'État, il est également contrôleur de la ville d'Indianapolis pendant deux mandats, de 1904 à 1906 et de 1914 à 1916, et adjoint principal du trésorier du comté de Marion, Frank P. Fishback, pendant deux ans, de 1910 à 1912. En 1902, il se présente en tant que démocrate dans le septième district du Congrès de l'Indiana, mais il perd face au titulaire républicain, Jesse Overstreet.

### Mariage et famille
Le 23 novembre 1892, Jacob Piatt Dunn épouse Charlotte Elliott Jones. Ils s'étaient rencontrés alors qu'ils jouaient des rôles dans un théâtre amateur au Propylaeum Club d'Indianapolis. Les Dunn ont deux filles; leur fils unique se noie en 1904, alors que la famille est en vacances à Nantucket, Massachusetts.

### Réformateur politique
L'implication de Jacob Piatt Dunn dans l'histoire politique de l'Indiana est notable, en particulier sa croisade pour la réforme du scrutin. En tant que réformateur politique, il travaille au sein du parti démocrate de l'État sur les questions électorales. Il soutient le système de vote à bulletin secret, dans lequel le gouvernement, plutôt que les partis politiques, imprime et distribue le bulletin de vote officiel, et les électeurs marquent leur bulletin de vote dans les bureaux de vote en secret, ce qui contribue à éliminer l'achat de voix. La loi sur le vote secret de l'Indiana sert de modèle à d'autres États. Bien qu'il s'agisse d'une avancée, Jacob Piatt Dunn estime qu'elle n'est pas suffisante pour éliminer complètement l'achat de votes et il poursuit ses efforts en vue de réformes électorales supplémentaires dans l'État.
En 1890, le Commercial Club nomme un comité non partisan, qui comprend Jacob Piatt Dunn et d'autres citoyens d'Indianapolis, pour rédiger une nouvelle charte pour la ville en utilisant la loi Bullitt de Philadelphie et la charte de la ville de Brooklyn comme modèles. Parmi les changements proposés, la nouvelle charte de la ville d'Indianapolis accroît le pouvoir du maire, permettant des nominations au conseil des travaux publics, au conseil de la sécurité publique, au conseil de la santé et à l'ingénieur de la ville sans approbation supplémentaire du conseil municipal ou du conseil des conseillers municipaux. Après de nouveaux amendements, la nouvelle charte est approuvée par l'Assemblée générale de l'Indiana en 1891.
En 1914, en tant que contrôleur de la ville nommé par le maire démocrate Joseph E. Bell, Jacob Piatt Dunn est critiqué dans l' Indianapolis News pour avoir utilisé les intérêts perçus sur les obligations de garantie des entrepreneurs à des fins personnels. Bien qu'aucune loi ne l'interdise et que les précédents occupants du bureau aient également suivi cette coutume, Bell ordonne à Jacob Piatt Dunn de mettre fin à cette pratique en décembre 1915. Six mois plus tard, Bell demande sa démission ainsi que de deux autres personnes, John Reddington, contrôleur adjoint de la ville, et John Pugh, auditeur adjoint du conseil des commissaires scolaires. L' Indianapolis News rapporte que Jacob Piatt Dunn sert de bouc émissaire pour les irrégularités commises par des personnes nommées par le pouvoir politique. Il n'est pas poursuivi, mais « Reddington, Pugh et John Shaughnessy, un ancien comptable du bureau du contrôleur, ont été inculpés par un grand jury du comté de Marion ».
Jacob Piatt Dunn travaille également au niveau de l'État en tant que conseiller du gouverneur de l'Indiana, Thomas R. Marshall, et rédige une nouvelle constitution de l'État. La proposition très controversée de nouvelle constitution de l'État est adoptée par le Sénat de l'Indiana le 27 février 1911 et par la Chambre des représentants de l'Indiana le 2 mars 1911, mais elle est jugée inconstitutionnelle par la Cour suprême de l'Indiana, à majorité républicaine. La Cour suprême des États-Unis rejette un appel le 1er décembre 1913, mettant ainsi fin à l'effort.

### Auteur et ethnologue
Après les publications de Massacres of the Mountains et Indiana : A Redemption from Slavery, Jacob Piatt Dunn continue à faire des recherches et à écrire sur d'autres sujets d'histoire locale et d'état. Tout en restant un historien à temps partiel, il écrit et édite plusieurs publications de l' Indiana Historical Society et contribue à la rédaction d'articles dans d'autres revues spécialisées. Dans The Word Hoosier, publié en 1907, il détaille ses recherches approfondies sur l'origine du mot en tant que terme désignant les citoyens de l'Indiana. Il rédige également  des documents biographiques pour des publications telles que Men of Progress : Indiana, publiée en 1899, et Memorial and Genealogical Record of Representative Citizens of Indiana, publiée en 1912.
La carrière de Jacob Piatt Dunn en tant que journaliste de presse écrite, sa principale source de revenus, lui donne l'occasion d'écrire sur la politique locale et d'État. En tant que rédacteur politique pour le Democratic State Central Committee, il écrit Seven Percent Off : What the Democratic Party Demands from the Protection Monopolists en 1888. Il rédige également des articles pour l' Indianapolis Sentinel, l' Indianapolis News, l' Indianapolis Star et l' Indianapolis Times. Il utilise ses « grands talents d'écrivain » pour soutenir la politique du parti démocrate de l'Indiana.

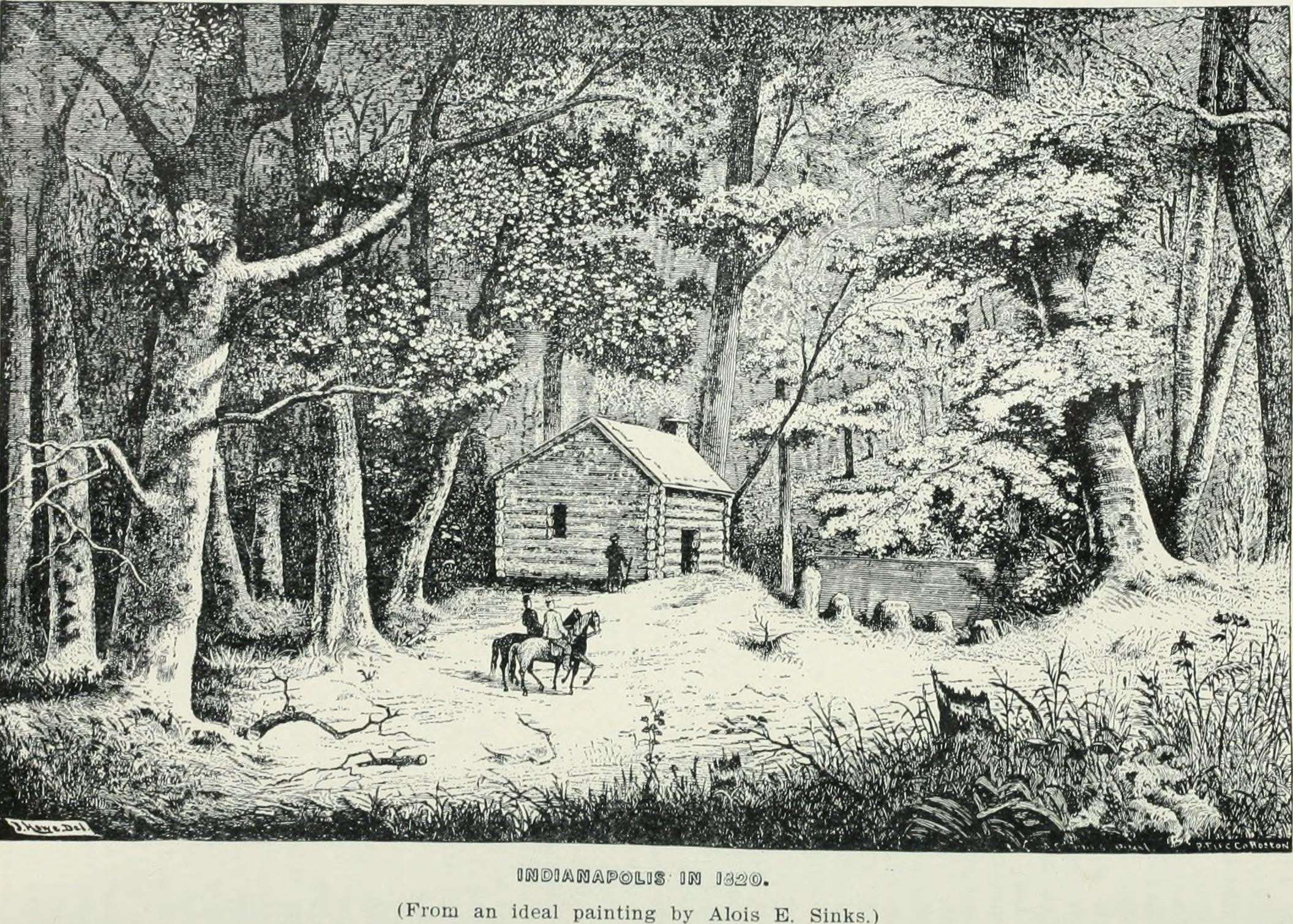
Un dessin d'Indianapolis en 1820 tiré de l'histoire de la ville par Jacob Piatt Dunn en 1910.

Le livre en deux volumes de Jacob Piatt Dunn, Greater Indianapolis : The History, the Industries, the Institutions, and the People of a City of Homes, publié en 1910, est considéré comme son plus grand ouvrage. Il reste une ressource précieuse pour ceux qui s'intéressent au développement de la ville. Alors que le premier volume est une histoire locale « intelligemment écrite et bien documentée », le second volume est constitué de « biographies standard de résidents notables d'Indianapolis ». Greater Indianapolis, ainsi que son ouvrage en cinq volumes intitulé Indiana and Indianans : A History of Aboriginal and Territorial Indiana and the Century of Statehood, publié en 1919, sont toujours considérés comme des « sources indispensables » pour étudier l'histoire de l'Indiana.
Outre l'histoire de l'Indiana, Jacob Piatt Dunn continue de s'intéresser à l'histoire des Amérindiens. Depuis son séjour au Colorado, il continue à recueillir des informations sur les Amérindiens. Ses recherches sur les tribus de l'Indiana sont d'abord publiées dans des articles de l' Indianapolis News, puis dans un livre, True Indiana Stories, en 1908. En outre, il est passionné par la préservation des langues amérindiennes, en particulier les langues potawatomi, shawnee et miami. Pour son autre travail notable du vingtième siècle, la compilation d'un dictionnaire à fiches de la langue miami-illinois, commandée par le Bureau of American Ethnology, il travaille avec plusieurs locuteurs différents de la langue dans l'Indiana et l'Oklahoma,,. Trois sections du dictionnaire sont achevées avant que le bureau ne mette fin à son soutien au projet, mais Jacob Piatt Dunn continue à travailler sur le manuscrit du dictionnaire de Miami, qui fait partie des collections de l 'Indiana State Library and Historical Bureau (en) et demeure une « ressource précieuse » pour les chercheurs,.
En 1916, il tente de créer une société nationale pour la préservation des langues indiennes, mais ses efforts n'aboutissent pas. Malgré l'échec de cette initiative, il continue à écrire sur le patrimoine amérindien de l'Indiana. Après que le Conseil national de la recherche, Division de l'anthropologie et de la psychologie, ait encouragé les efforts visant à mener des études archéologiques dans l'Indiana, l'Illinois, l'Iowa et le Missouri, Jacob Piatt Dunn fait partie d'un comité de l'Indiana qui exhorte l'Assemblée générale de l'Indiana à établir un projet de recherche sous la direction de la Commission de conservation de l'Indiana (connue aujourd'hui sous le nom d' Indiana Department of Natural Resources).

### Dernières années et mort
Alors qu'il est âgé de soixante ans, Jacob Piatt Dunn se rend à Hispaniola pendant deux mois en 1921, visitant Haïti et Saint-Domingue pour évaluer les ressources minérales de la région et espérant identifier des mines de manganèse rentables pour un groupe d'investisseurs américains. Il ne réussit pas à trouver des dépôts suffisants de manganèse ou d'or. De retour aux États-Unis au début de 1922, il écrit sur ses aventures haïtiennes ainsi que sur ses études des dialectes et du culte vaudou de l'île.
En 1922, Samuel M. Ralston, le sénateur américain de l'Indiana nouvellement élu, choisit Jacob Piatt Dunn comme secrétaire privé pour son bureau à Washington. Alors qu'il est le principal assistant de Samuel M. Ralston, il tombe malade à cause d'une maladie tropicale qu'il a contracté lors de son voyage à Haïti et qui le rend sujet à la jaunisse. Il est contraint de rentrer chez lui à Indianapolis. Il meurt le 6 juin 1924. Il est inhumé au cimetière de Crown Hill à Indianapolis.

## Héritage
En tant que réformateur politique, certains affirment que Jacob Piatt Dunn était un exemple de mélange entre un évangéliste laïque et un progressiste, tandis que d'autres pensent qu'il était plutôt un « partisan 'caché' ». Travaillant dans les coulisses de la politique de l'Indiana, il s'est efforcé de garantir des élections honnêtes dans l'État en adoptant de nouvelles lois sur les bulletins de vote et une proposition de nouvelle constitution de l'État. En outre, il a été le conseiller de démocrates de l'Hoosier tels que le gouverneur de l'Indiana Thomas R. Marshall et le sénateur américain Samuel M. Ralston. Parallèlement, il a combiné ses intérêts de toujours pour la politique et l'histoire en écrivant plusieurs livres mémorables sur l'histoire de l'Indiana. Une collection de ses œuvres et de ses papiers est conservée à l' Indiana Historical Society.
Il est surtout connu comme l'auteur de plusieurs ouvrages importants sur l'histoire de l'Indiana, notamment Greater Indianapolis. Bien qu'il ne soit pas un historien de formation académique, il a fait un « travail de pionnier » dans la recherche documentaire sur les Amérindiens de l'ouest des États-Unis, a soutenu la recherche et la préservation de la langue Miami et a beaucoup écrit sur l'histoire de l'Indiana et de ses habitants. Il était également un journaliste et un écrivain politique actif, « remarquable pour sa capacité à comprendre et à sympathiser avec les motivations des deux parties de la plupart des conflits. ». Deux des efforts de Jacob Piatt Dunn se sont soldés par un échec : le premier, l'obtention de métaux précieux dans l'Ouest américain et à Hispaniola ; le second, beaucoup plus controversé, le désir de rédiger une nouvelle constitution de l'État de l'Indiana, qui comprenait un langage qui aurait supprimé le droit de vote de nombreux immigrants et Noirs,. Le projet de nouvelle constitution de l'Indiana rédigé par Jacob Piatt Dunn imposait encore plus de restrictions au vote que la version existante. Bien que cet effort ait échoué, il a joué un rôle central dans les efforts de l'État en matière de réforme électorale avec l'adoption du système de vote à bulletin secret.
Les descriptions que fait Jacob Piatt Dunn des aborigènes cannibales d'Haïti et du vaudou, ainsi que son utilisation de termes racistes tels que nègre et chinetoque, ont amené certains historiens à mettre en doute la sincérité de Jacob Piatt Dunn dans sa volonté de préserver la langue des Miamis. D'autres reconnaissent que ses actions ont pu « personnifier les vanités et les limites de son époque, de son lieu et de sa classe sociale ».

## Sélection de publications
- « Documents Relating to the French Settlements on the Wabash », Indiana Historical Society, Indianapolis, vol. 2, no 11,‎ 1894, p. 403–42
- « Duty of the State to Its History », Indiana University, Bloomington, vol. 6, no 4,‎ décembre 1910, p. 137–143 (lire en ligne)
- Greater Indianapolis : The History, the Industries, the Institutions, and the People of a City of Homes, Chicago, The Lewis Publishing Co., 1910 (lire en ligne)
- Indiana : A Redemption from Slavery, Boston, Houghton, Mifflin and Company, 1888 (lire en ligne)
- Indiana and Indianans : A History of Aboriginal and Territorial Indiana and the Century of Statehood, Chicago, The American Historical Society, 1919 (lire en ligne)
- « Indiana Geographical Nomenclature », Indiana University, Bloomington, vol. 8, no 3,‎ septembre 1912, p. 109–14 (lire en ligne)
- A Manual of the Election Law of Indiana, Indianapolis, William B. Burford, 1889 (lire en ligne)
- Massacres of the Mountains : A History of the Indian Wars of the Far West, New York, Harper and Brothers, 1886 (lire en ligne)
- Memorial and Genealogical Record of Representative Citizens of Indiana, Indianapolis, B. F. Bower and Company, 1912
- The New Tax Law of Indiana and the Science of Taxation, Indianapolis, Indianapolis Printing Company, 1892 (lire en ligne)
- The Proposed Constitution of Indiana, Indianapolis, Sentinel Printing Company, 1911 (lire en ligne)
- True Indian Stories : With Glossary of Indiana Indian Names, Indianapolis, Sentinel Printing Company, 1909 (lire en ligne)
- « The Word "Hoosier" », Indiana Historical Society, Indianapolis, vol. 4, no 2,‎ 1907, p. 3–29 (lire en ligne)